# Ретем
Ретем (нім. Rethem) — місто в Німеччині, розташоване в землі Нижня Саксонія. Входить до складу району Гайдекрайс. Центр об'єднання громад Ретем/Аллер.
Площа — 33,76 км2. Населення становить 2352 ос. (станом на 31 грудня 2021).

## Галерея

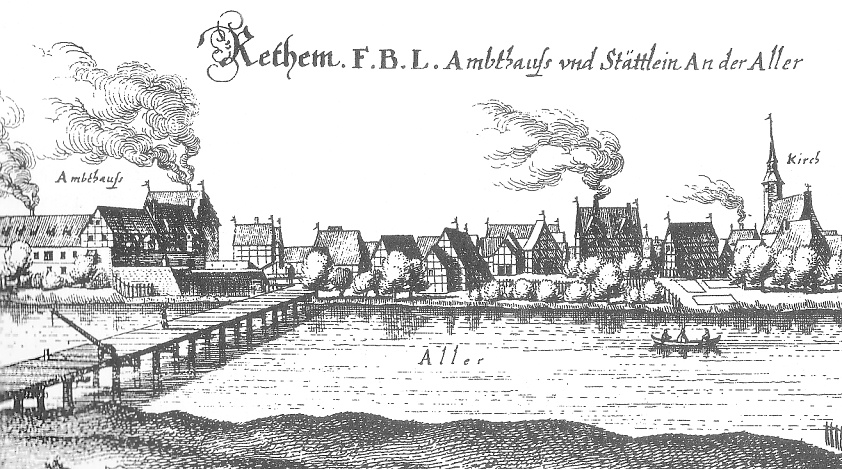
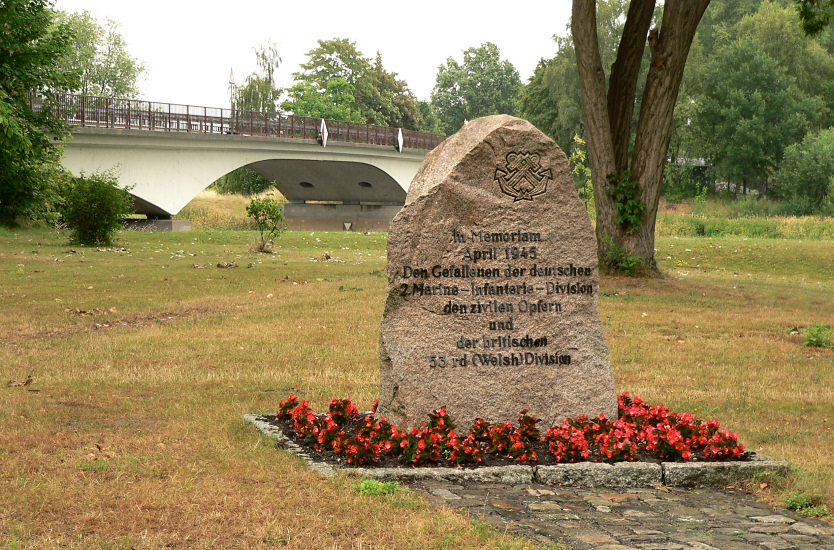